# Canhoto

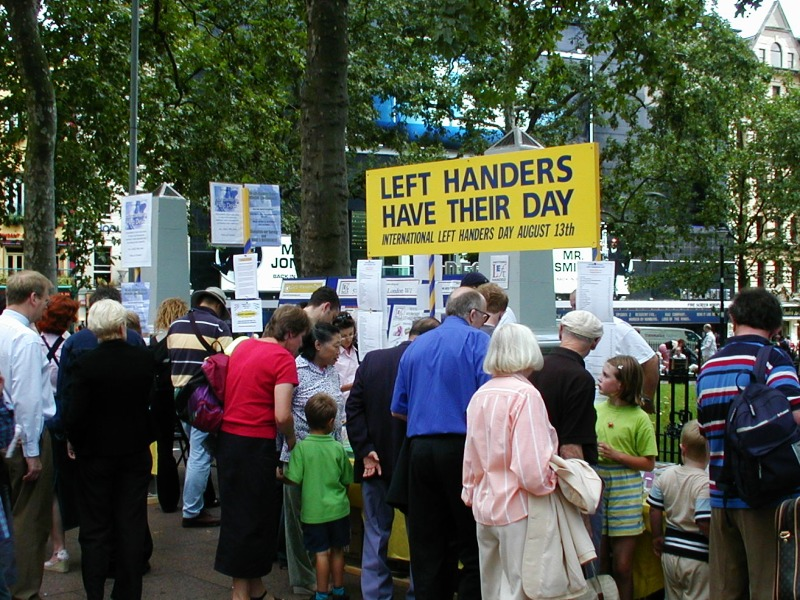
Dia Internacional do Canhoto, 13 de agosto de 2002

Canhoto, esquerdino, esquerdo ou sinistrômano (português brasileiro) ou sinistrómano (português europeu) é o indivíduo que utiliza mais os membros esquerdos do que os membros direitos para os seus afazeres.
Estudos sugerem que cerca de 90% das pessoas são destras. Em uma pesquisa realizada em 1975, por exemplo, com 7.688 crianças nos Estados Unidos da 1ª à 6ª série, os canhotos representavam 9,6% da amostra, com 10,5% das crianças do sexo masculino e 8,7% das crianças do sexo feminino sendo canhotas. Evidências (desenhos ruprestres, por exemplo) indicam que os destros já eram maioria entre os ancestrais humanos há pelo menos 10 mil anos.
Como a grande maioria da população é destra, muitos aparelhos são projetados para serem usados por destros, dificultando seu uso por canhotos. No entanto, os canhotos parecem ter mais habilidade para a prática desportiva (no futebol, por exemplo, futebolistas famosos como Lionel Messi (1987-presente) e Diego Maradona (1960-2020) são canhotos), levando vantagem principalmente em esportes que envolvem mirar em um alvo em uma área de controle do oponente, pois seus oponentes estão mais acostumados com a maioria dos destros. Como resultado, eles estão super-representados no beisebol, tênis, esgrima, críquete, e em esportes de luta, como boxe, e artes marciais mistas (MMA). Em seu livro "Right-Hand, Left-Hand", o pesquisador Chris McManus, da University College London, defende que os cérebros dos canhotos são estruturados de uma forma que aumenta sua gama de habilidades, e que os genes que determinam o canhoto também governam o desenvolvimento dos centros de linguagem do cérebro.

## Causas

### Aspectos biológicos
A presença de um controle motor mais fino com a mão esquerda indica um predomínio do hemisfério direito sobre o esquerdo. Essa característica é determinada geneticamente, que codifica uma proteína neuronal trans-membranar rica em leucina. Portadores deste gene possuem uma maior prevalência de doenças como esquizofrenia e epilepsia, porém são mais rápidos e lutam melhor que destros. Pesquisadores afirmam que 25% da variação na mão pode ser atribuída aos genes - mas quais genes eles não foram estabelecidos na população em geral.
Cientistas, em 2019, descobriram que efeitos genéticos que orientam a construção e o funcionamento das células do corpo estavam associados a diferenças na estrutura do cérebro, nos setores de substância branca - que contêm o citoesqueleto do cérebro - que une regiões relacionadas à linguagem. Nos participantes canhotos estudados, as áreas de linguagem dos lados esquerdo e direito do cérebro se comunicam de maneira mais coordenada. Isso aumenta a possibilidade para pesquisas de que os canhotos possam ter uma vantagem quando se trata de executar tarefas verbais.
Em 2007, pesquisadores descobriram que alelos específicos de pelo menos um de três polimorfismos de nucleotídeo único, além do gene LRRTM1 também estão associados à dominância da coordenação motora com a mão esquerda.

## Vantagens de ser Canhoto
Segundo estudos da faculdade de Oxford, por motivos neurológicos os canhotos tem menos chances de desenvolver a doença de Parkinson durante a sua vida, o mesmo estudo também revelou que em geral, canhotos tem maiores chances de serem sociáveis e ter uma boa comunicação.

### Música
Em dois estudos, a pesquisadora alemã Diana Deutsch descobriu que os canhotos, particularmente aqueles com preferência de mão mista, tiveram um desempenho significativamente melhor do que os destros em tarefas de memória musical. Há também diferenças de lateralidade na percepção de padrões musicais. Os canhotos como um grupo diferem dos destros e são mais heterogêneos do que os destros, na percepção de certas ilusões estereoscópicas, como a ilusão de oitava , a ilusão de escala e a ilusão de glissando.

### Esportes
Esportes interativos, como tênis de mesa, badminton e críquete, têm uma super-representação de canhotos, enquanto esportes não interativos, como natação, não apresentam super-representação. A distância física menor entre os participantes aumenta a super-representação. Na esgrima, cerca de metade dos participantes são canhotos.

## Riscos
Em contra partida, em estudos elaborados pela OMS, os canhotos acabam ganhando menores salários, pelo motivo de geralmente os maquinários serem elaborados para destros e assim precisando de adaptação na forma de trabalho e assim gerando menos rendimentos. Canhotos também correm maiores riscos de sofrerem acidentes, isto se dá porque quase todos os equipamentos são produzidos para destros. Exemplos disto são tesouras, mouses, abridores de latas, teclados, facas, saca-rolhas, furadeiras, serras, tornos, entre outros. Estes objetos são produzidos pensados em usuários destros. Mesmo que alguns objetos sejam inofensivos, como mouses ou teclados, outros, como serras, tornos, facas, abridores de latas, causam acidentes graves a pessoas canhotas.